# B.Kanabur, Narasimharajapura
B.Kanabur là một làng thuộc tehsil Narasimharajapura, huyện Chikmagalur, bang Karnataka, Ấn Độ.